# Guna Terara
Guna Terara är ett berg i Etiopien.   Det ligger i regionen Amhara, i den centrala delen av landet, 300 km norr om huvudstaden Addis Abeba. Toppen på Guna Terara är 4 120 meter över havet.
Terrängen runt Guna Terara är kuperad åt nordväst, men åt sydost är den bergig. Guna Terara är den högsta punkten i trakten. Runt Guna Terara är det ganska tätbefolkat, med 155 invånare per kvadratkilometer. Trakten runt Guna Terara består i huvudsak av gräsmarker.